# Bon Appétit (журнал)
 Bon Appétit — американский журнал о еде и развлечениях, впервые изданный Condé Nast в 1956 году.
Журнал, как правило, содержит рецепты, интересные идеи, обзоры вин и рекомендации. В последние годы Bon Appétit расширил свое присутствие в Интернете благодаря использованию социальных сетей, публикации рецептов на своем веб-сайте и поддержке все более популярного канала на YouTube.

## История
Журнал был запущен в 1956 году и стал выходить раз в два месяца в декабре 1956 года в Чикаго. Он был приобретен М. Фрэнком Джонсом в Канзас-Сити, штат Миссури, в 1965 году. Джонс был владельцем, редактором и издателем до 1970 года, когда Bon Appétit был объединен с компанией Pillsbury, которая продала его Knapp Communications, издателями Architectural Digest, четыре года спустя. Condé Nast Publications, нынешние владельцы, приобрели Knapp Communications в 1993 году. Его дочерним изданием была Gourmet, до того, как последняя была закрыта в октябре 2009 года. Штаб-квартира журнала, которая находилась в Лос-Анджелесе, штат Калифорния, была перенесена в Нью-Йорк в начале 2011.
Текущий редактор — Адам Рапопорт, ранее Редактор Стилей в журнале Condé Nast GQ. До прихода в GQ Рапопорт редактировал ресторанную секцию в Time Out New York и работал редактором и писателем в отделе публикаций Фонда Джеймса Борода.
Condé Nast сообщил о 1 452 953 платных подписках печатного издания и 88 516 единичных экземплярах в 2012 году за период до ноября 2012 года. Средний возраст аудитории составляет 48,4 года, из которых 74 % составляют женщины. Кроме того, 46 % читателей имеют высшее образование, а 36 % занимают профессиональные или управленческие должности. 59 % состоят в браке.
Рекламная кампания «Bite me», бюджет которой по оценкам составлял $500 000, включала в себя печатную и онлайн-рекламу, рекламные щиты, плакаты и тотализаторы. Рекламная кампания началась после периода «вялой работы» с тех пор, как в 2009 году был закрыт его родной журнал Gourmet, во время которого ограниченное число читателей и рекламодателей перешли на Bon Appétit. В этот же период процветали другие журналы о еде. Bon Appétit продал 632 рекламных страницы в 2012 году, что на один процент больше по сравнению с 625 рекламными страницами, проданными в 2009 году, но на 27 процентов меньше по сравнению с 867 рекламными страницами, проданными в 2008 году.

## YouTube-канал
В 2012 году Bon Appétit запустил канал на YouTube, в котором, в основном, представлены кулинарные уроки и закулисные взгляды на рестораны.
В октябре 2016 года запустилось шоу It’s Alive (рус. "Оно живое"), начинавшееся с видеороликов Леоне в Bon Appétit Test Kitchen, демонстрирующих рецепты продуктов с микробными пищевыми культурами, но позже перешедшее к более общим рецептам, а также к наружным сегментам на сельскохозяйственных и пищевых объектах, включая ферму какао, завод по сбору морской соли и колбасный завод. В шоу показывается случайный, непроизведенный стиль и комедийное редактирование. В июле 2017 года состоялся дебют шоу Gourmet Makes (рус. "Гастроном делает") с Клэр Саффитц, в котором она пытается воссоздать популярные закуски, такие как Doritos, Twinkies и другие.
В феврале 2019 года, благодаря успеху этих двух шоу, Bon Appétit запустило ещё три новых шоу на их канале, которые приняли индивидуальный подход к своему контенту. Эти шоу включали в себя: It’s Alive: Going Places (рус. Оно живое: места, куда можно отправиться) с Леоне, Bon Appétit’s Baking School (рус. Школа выпечки Bon Appétit) и Making Perfect (рус. Сделать идеально) с Энди Барагани, Молли Баз, Брэдом Леоне, Крисом Марокко, Карлой Лалли Мьюз и Клэр Саффитц.

### Сотрудники и участники на канале
- Энди Барагани, старший редактор отдела продуктов питания (октябрь 2015 — настоящее время)
- Молли Баз, старший помощник редактора продуктов питания (март 2018 — настоящее время)
- Кристина Чей, Ассоциированный веб-редактор (декабрь 2014 — настоящее время)[14]
- Алекс Делани, звезда «Alex Eats It All» и помощник веб-редактора (август 2014 — настоящее время)
- Прия Кришна, Содействующий писатель
- Брэд Леоне, звезда «It’s Alive» и бывший менеджер по Test Kitchen (сентябрь 2011 — настоящее время)
- Рик Мартинес, Содействующий кулинарный редактор
- Габи Мелиан, менеджер Test Kitchen (июнь 2016 — настоящее время)[15]
- Крис Марокко, главный редактор отдела продуктов питания (февраль 2011 года — июль 2013 года, февраль 2015 года — настоящее время)
- Карла Лалли Мьюзик, директор по продуктам питания (август 2011- настоящее время)[16]
- Клэр Саффитц, звезда «Gourmet Makes» и Содействующий кулинарный редактор (2013 — сентябрь 2018, автор с ноября 2018 — настоящее время)[17]
- Амиэль Станек, звезда «Every Way to Cook a ___» и редактор Basically

## Лучший новый ресторан
С 2009 года заместитель и главный ресторанный редактор Bon Appétit Эндрю Ноултон, к которому позже присоединилась старший редактор Джулия Крамер, составляет список лучших новых ресторанов в США. Список публикуется ежегодно в конце августа для сентябрьского номера, который начинается с 50 ресторанов, которые сужаются до топ-10. Первые два года список не был в определенном порядке.

## Bon Appétit Foodcast
В 2014 году Bon Appétit запустил подкаст Bon Appétit Foodcast. Его ведет редактор Адам Рапопорт, и в нем принимают участие известные гости, такие как Ина Гартен, Гордон Рамзи и Марк Биттман.

### Штатные сотрудники
Некоторые сотрудники Bon Appétit регулярно появляются в подкасте.
| Штатный сотрудник | Звание                                      | Появления |
| ----------------- | ------------------------------------------- | --------- |
| Эндрю Ноултон     | Заместитель редактора                       | 19        |
| Алекс Гроссман    | Креативный директор                         | 1         |
| Элисон Роман      | Старший редактор продуктов питания          | 6         |
| Брэд Леоне        | Создатель контента YouTube                  | 2         |
| Carla Lalli Music | Директор по еде                             | 11        |
| Кристина Мюльке   | Исполнительный редактор                     | 6         |
| Клэр Саффитц      | Старший редактор продуктов питания          | 4         |
| Дон Перри         | Редактор цифровых продуктов питания         | 3         |
| Юлия Крамер       | Старший редактор                            | 9         |
| Мерил Ротштейн    | Старший редактор                            | 1         |
| Рик Мартинес      | Ассоциированный редактор цифровых продуктов | 2         |
| Скотт ДеСимон     | Заместитель редактора                       | 1         |
| Амиэль Станек     | Помощник редактора                          | 1         |
| Белль Кашинг      | Помощник редактора                          | 1         |
| Крис Марокко      | Старший редактор еды                        | 1         |
| Габи Мелиан       | Менеджер Test Kitchen                       | 1         |

## Редакторы
- Джеймс А. Шанахан (1956—1961)
- Алан Ширер (1961—1962)
- Чарльз Уолтерс (1962—1963)
- Бетти Пейдж (1963—1964)
- WC Carreras (1964)
- Флойд Сагезер (1964—1965)
- М. Франк Джонс (1965—1976)
- Пейдж Ренс (1976—1983)
- Марилу Воган (1983—1985)
- Уильям Дж. Гарри (1985—2000)
- Барбара Фэйрчайлд (журналист) (2000—2010)
- Адам Рапопорт (2010-настоящее время)